# Дива на обертасах
«Дива на обертасах» (англ. TaleSpin) — американський анімаційний телесеріал, який вперше вийшов в ефір в якості попереднього показу у 1990 році в США на Disney Channel, а пізніше того ж року як частина The Disney Afternoon.
У мультсеріалі представлені персонажі, адаптовані з мультфільму Disney 1967 року «Книга джунглів» (деяким тваринам надано антропоморфний вигляд, а люди у всесвіті мультсеріалу не існують): ведмідь Балу, мавпа Луї та тигр Шер Хан, а також нові персонажі, створені для шоу. Шоу є одним з дев'яти шоу Disney Afternoon, в яких в ролі головних героїв використовуються відомі персонажі Disney, інші з них — це «Темний плащ», «Качині історії», «Чіп і Дейл — бурундучки-рятівнички», «Гуф загін», «Рашпиль», «Кряк-Бряк», «Аладін» і «Король Лев: Тімон і Пумба».
Назва шоу походить від «штопору» (англ. Talespin) — швидкому спуску літака по крутій спіралі. Таким чином слово стилізоване під два окремих слова, що є способом описати спосіб оповіді.

## Сюжет
Дія відбувається в місті Кейп-Сюзетт (каламбур на страву Crêpe Suzette) – місці, схожому на Сан-Франциско, Каліфорнія. Місто розташоване у великій гавані або бухті, огородженій високою скелястою стіною. Щілина в стіні є єдиним засобом доступу до гавані. Ущелину охороняє зенітна артилерія, яка не дозволяє розбійникам або повітряним піратам проникнути в місто. Персонажі у світі «Дива на обертасах» є антропоморфними тваринами (хоча існують і звичайні дикі тварини, але люди повністю відсутні).
Часові рамки серіалу ніколи конкретно не розглядалися, але, схоже, це середина або кінець 1930-х, враховуючи гідролітак Балу та інші особливості. Можливо, події мультсеріалу відбуваються на останніх етапах Великої депресії. У шоу гелікоптер, телевізор і реактивний двигун є експериментальними пристроями, а більшість архітектури міста в мультсеріалі нагадує стиль ар-деко того періоду. В одному з епізодів Балу коментує, що «Велика війна закінчилася 20 років тому», вказуючи, що дії серіалу відбуваються приблизно в 1938 році. Радіо є основним засобом масової інформації, і один епізод навіть коротко натякає на героїв, які ніколи не чули про телебачення.
Серіал зосереджується на пригодах пілота – ведмедя Балу, чий бізнес з авіаперевезень вантажів, «Повітряна служба Балу», викуповує Ребека Каннінгем, у якої є маленька дочка Моллі. Після невиконання Балу прострочених рахунків у банку (керованому злочинним тигром Шер Ханом) і його безвідповідальності у веденні бізнесу Ребеки, вона бере на себе бізнес і перейменовує його на «Заплати й лети», займаючи керівну посаду, внаслідок чого Балу стає її підлеглим. Хлопчик-сирота і колишній повітряний пірат, амбітний ведмідь гризлі Кіт Клаудкікер, приєднується до Балу і стає його штурманом. Іноді він називає Балу «тато Ведмедик». Разом вони є екіпажем єдиного літака фірми, 20-річної модифікації Conwing L-16 (двобалкового літака, що використовує елементи транспорту Fairchild C-82, амфібії Grumman G-21 Goose і Consolidated PBY-3), на ім'я Качунка (англ. Sea Duck).
Мультсеріал розповідає про злети та падіння фірми та її персоналу, іноді в дусі старих пригодницьких серіалів 1930-х і 1940-х, як-от їх сучасні варіації, такі як «Індіана Джонс: У пошуках втраченого ковчега».
Їхні пригоди часто передбачають зустрічі з бандою повітряних піратів на чолі з Доном Карнаджем, а також з представниками Тембрії (пародія на сталінський Радянський Союз, населений антропоморфними бородавочниками), або іншими, часто навіть більш дивними перешкодами. З огляду на сучасну чутливість, у серіалі немає еквівалента нацистів, хоча в одній історії в журналі Disney Adventures, «Пси війни!», герої зустрічаються з представниками національності «Хун», загрозливою мілітаристською національністю. Собаки з «Хунсланду» носять уніформу, яка явно заснована на уніформі німецького зразка, і розмовляють з фальшивим німецьким акцентом.

## Персонажі та акторський склад

### Першорядні
- Балу фон Бруїнвальд XIII (Ед Гілберт) — головний герой. Попри лінь, неохайність і ненадійність, він чудовий пілот і здатний на найсміливіші маневри в повітрі.
- Кіт Клаудкікер (Р. Дж. Вільямс) — 12-річне дитинча, сирота, штурман на борту літака Балу.
- Ребекка Каннінгем (Саллі Стразерс) — мала ведмедиця з довгим каштановим волоссям у стилі 1940-х. Підприємиця й власниця фірми, яку викупила через банк в результаті простроченого займу Балу.
- Моллі Елізабет Каннінгем (Жанна Майклз) — 6-річна донька Ребекки з жовтим хутром.
- Дикун (Пет Фрейлі) — безглуздий лев, який зазвичай носить костюм механіка. Попри свою інфантильність, є механічним генієм.
- Дон Карнаж (Джим Каммінгс) — лідер екупажу повітряних піратів і капітан великого дирижабля «Залізний стерв'ятник», який служить повітряним авіаносцем. Головний антагоніст серіалу.

### Другорядні
- Полковник Іванод Спігот (Майкл Гоф) — дикий кабан блакитнуватого кольору (як і всі тембрійці), неприродно низького зросту з комплексом Наполеона та помітною шепелявістю, голова військово-повітряних сил Тембрії.
- Шер Хан (Тоні Джей) — суворий і позбавлений гумору бенгальський тигр. Надзвичайно багатий бізнесмен і голова корпорації Khan Industries (іноді її називають Khan Enterprises), яка є домінуючою економічною силою в місті Кейп-Сюзетт.
- Луї (Джим Каммінгс) — веселий орангутан, власник нічного клубу та мотелю на острові під назвою «Місце Луї», розташованого поблизу, але поза захистом мису Сюзетт. Заклад також служить заправною станцією / піт-стопом для пілотів.
- Торговець Мо (Джим Каммінгс) — мініатюрний міжнародний кримінальний алігатор або крокодил із запальним характером, якого завжди супроводжує пара незграбних і дуже тупих тварин: індійський носоріг і горила.

## Камео та пародії
- «Темний плащ» (1991—1992): в епізоді «Film Flam» передня частина уніформи Темного плаща розірвана, відкриваючи логотип Дива на обертасах на сорочці, яку він носить під ним[7].
- «Raw Toonage» (1992): в епізоді «Sheerluck Bonkers / All Potato Network / The Puck Stops Here» Дон Карнадж веде епізод, навчає глядачів шукати скарби, знаходить коробку для обіду із зображенням Балу та боїться на мечах з Капітаном Гуком[8].
- «Бонкерс» (1993—1994): в епізоді «Про мишей та загрози» на фото з'являється Шер Хан[9].
- «Аладін» (1994—1995): в епізоді «Коли кличе хаос» є сцена, де Джин перетворюється на фігуру, схожу та одягнену як Балу, і летить на морській качці, а Яго одягнений як Кіт Клаудкікер, Жасмін має Одяг і зачіску Ребеки Каннінгем, а Абу одягнений як Луї[10][11][12].
- «Робоцип» (2014): В епізоді «Бетмен назавжди 21» Балу бачать у джунглях з Мауглі та Багірою, де він мріє про своє колишнє життя пілота.
- Пікл і арахіс (2016): епізод «Пригодницький ведмідь 90-х» пародіює «Дива на обертасах», при цьому головний герой є замінником Балу, який очолює команду, що складається з персонажів на основі короля Луї та Кіта, а також інших персонажів Disney Afternoon Гаджет і Зіппер. Зірка 90-х Adventure Bear, яка стала зіркою давно закінченого шоу, озлобився на пенсії та скаржиться на відсутність у шоу DVD-релізу, що відображає неповний статус багатьох випусків Disney Afternoon DVD.
- «Качині історії» (2017): у прем'єрному епізоді «Уперед!» Квачик Дак згадує мис Сюзетт, коли намагався покататися на човні свого дядька Дональда Дака, а газета в епізоді згадує про повітряних піратів. Дон Карнадж і його Небесні пірати з'являються в епізодах «Небесні пірати… у небі!», «Дерихвостові історії!», «Загублений вантаж Кіта Хмарогона!» та «Остання пригода!», озвучені Джеймі Каміл[13]. Крім того, дорослі версії Кіта Клаудкікера (озвучує Адам Паллі) і Моллі Каннінгем (озвучує Еліза Купе) також з'являються у «Втраченому вантажі Кіта Клаудкікера!» і «Остання пригода!», а також камео Балу в рекламі Higher for Hire у першому[14][15][16].
- «War Thunder» (2021): в оновленні, опублікованому 1 квітня 2021 року як першоквітневий захід, «War Thunder» представив ігровий режим з обмеженим часом під назвою «TailSpin», який черпає художнє натхнення із серії мультфільмів «Дива на обертасах»[17].

## Нагороди
- Премія Еммі:
  - 1991 — Видатна анімаційна програма (Для програмування більше однієї години) — Джимн Мейгон, Ларрі Летам, Роберт Тейлор, Марк Заслов, Алан Бернетт і Лен Улі за «Плундер і блискавка» (нагорода за журі; не набрала достатньо голосів для перемоги)[18][19][20].